# ربع مجيب

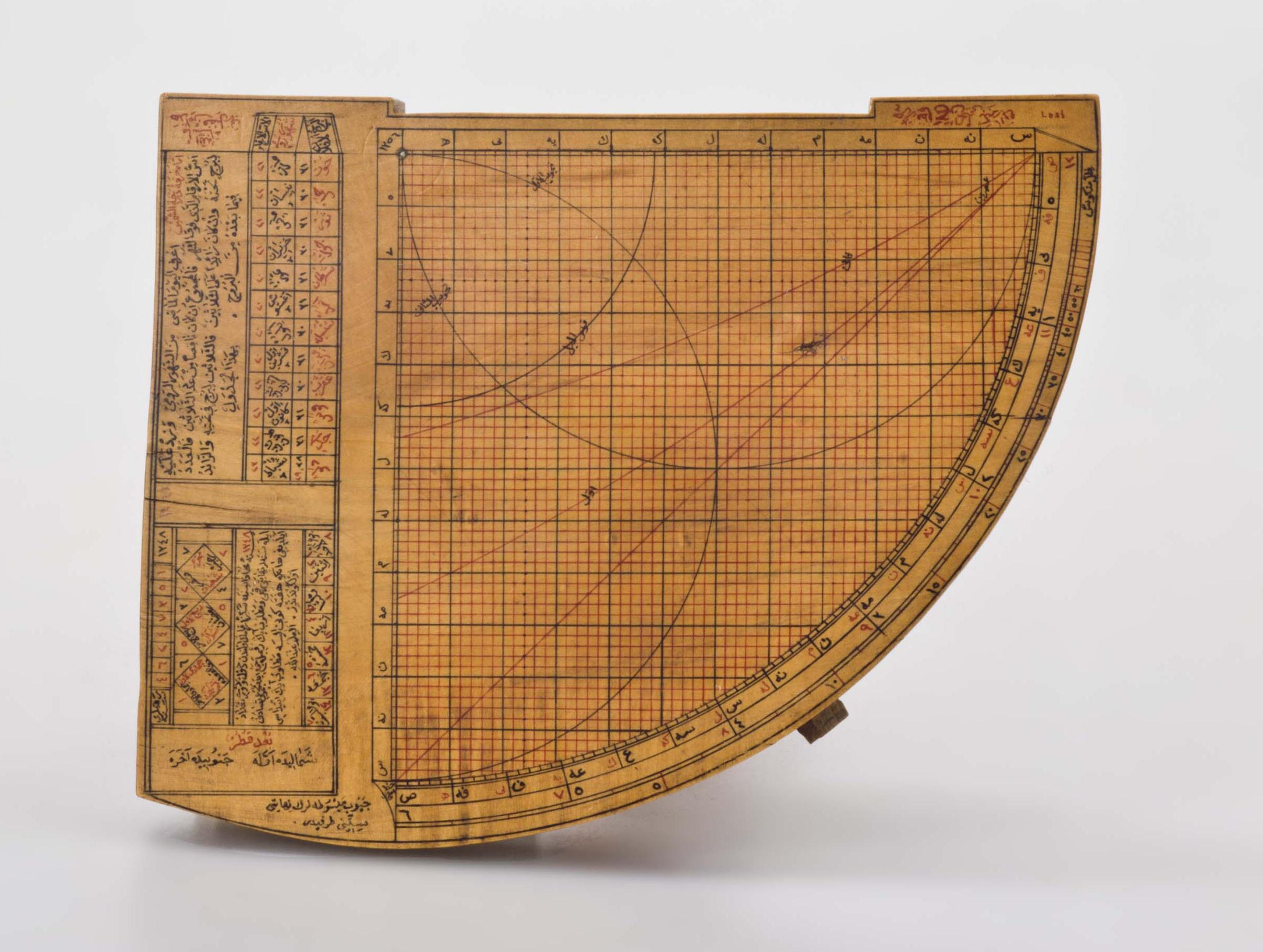
ربع مجيب ذو محاور لايجاد الجيب والجيب المعكوس لزوايا، يعود إلى زمن الخلافة العثمانية (أربعينيات القرن التاسع عشر).

كان الرُّبْع المُجَيَّب نوعًا من الربع استخدمه علماء الفلك في العصر الذهبي للحضارة الاسلامية. يمكن استخدام الأداة لقياس الزوايا السماوية، أو معرفة الوقت، أو ايجاد الاتجاهات، أو لتحديد المواقع الظاهرة لأي جرم سماوي في أي وقت. سميت هذه الأداة نسبة إلى دالة الجيب. اخترعها محمد بن موسى الخوارزمي في بغداد في القرن التاسع.

## الوصف
هذه الآلة هي ربع دائرة مصنوعة من الخشب أو المعدن (عادةً من النحاس الأصفر) مقسمة على جانبها المقوس إلى 90 جزءاً أو درجة متساوية. تُجَمَّعُ الأقسام التسعين في 18 مجموعة، كل منها خمس درجات ويتم ترقيمها في كلا الاتجاهين من نهايات القوس، أي أن مجموعة واحدة من الأرقام تبدأ من الطرف الأيسر للقوس وتنتقل إلى 90 عند الطرف الأيمن بينما المجموعة الأخرى تكون الصفر على اليمين والعدد 90 على اليسار. يتيح هذا الترقيم المزدوج للأداة قياس الارتفاع السماوي أو المسافة السمتية أو كليهما في وقت واحد.